# Aartsbisdom Huế

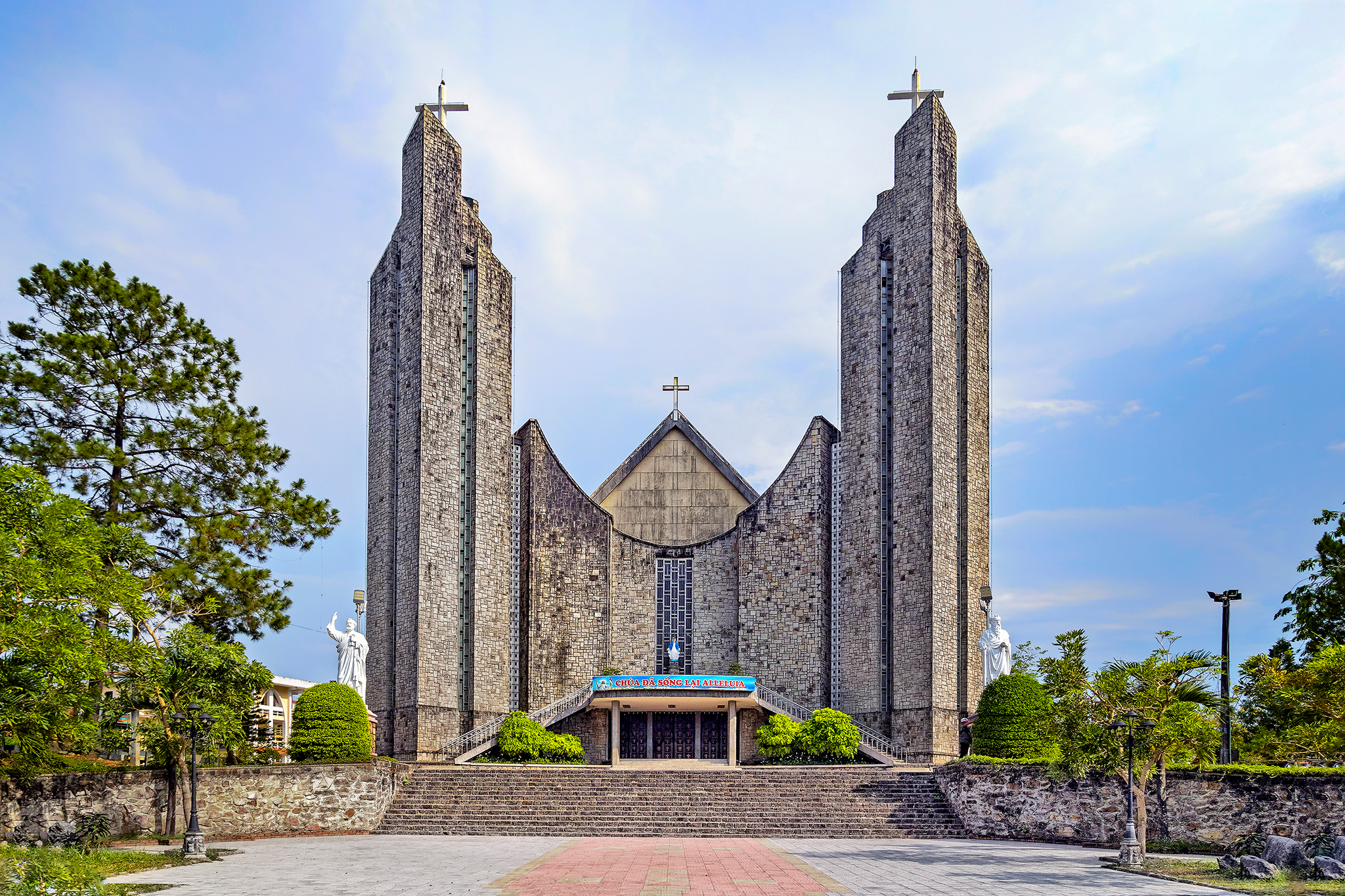
De Phu Camkathedraal van Huế

Het aartsbisdom Huế (Latijn: Archidioecesis Kupelaensis) is een rooms-katholiek aartsbisdom met als zetel Huế in Vietnam. Het aartsbisdom Huế werd opgericht in 1960.
De kerkprovincie Huế bestaat verder uit vijf suffragane bisdommen:
- Bisdom Ban Mê Thuột
- Bisdom Ðà Nẵng
- Bisdom Kon Tum
- Bisdom Nha Trang
- Bisdom Quy Nhơn

In 2021 telde het aartsbisdom 92 parochies. Het aartsbisdom heeft een oppervlakte van 9.823 km2 en omvat de provincie Quảng Trị en de autonome stad Huế. Het aartsbisdom telde in 2021 ongeveer 64.000 katholieken of 3,8% van de totale bevolking van 1.695.940.

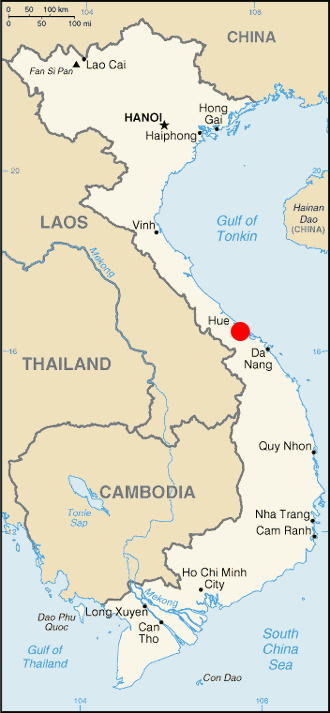
Huế

## Geschiedenis
De eerste missionarissen in het gebied waren jezuïeten in de 17e eeuw. Huế was een missiegebied van het Genootschap van Buitenlandse Missies van Parijs. In de 18e en 19e eeuw waren er hevige christenvervolgingen door de keizerlijke Nguyen-dynastie. In 1850 werd het apostolisch vicariaat Noord-Cochin-China afgesplitst van het apostolisch vicariaat Oost-Cochin-China. In 1924 kreeg het apostolisch vicariaat Noord-Cochin-China de naam Huế en in 1960 werd het een aartsbisdom. Toen kreeg het ook een eerste inlandse bisschop, Pierre Martin Ngô Ðình Thục, de broer van de Zuid-Vietnamese president Ngô Đình Diệm. Hij verbleef in ballingschap in het buitenland vanaf 1963, na de moord op zijn broer, en nam ontslag in 1968.

## Bisschoppen en aartsbisschoppen
- François-Marie-Henri-Agathon Pellerin, M.E.P. (1850-1862)
- Joseph-Hyacinthe Sohier, M.E.P. (1862-1876)
- Martin-Jean Pontvianne, M.E.P. (1877-1879)
- Marie-Antoine-Louis Caspar, M.E.P. (1880-1907)
- Eugène-Marie-Joseph Allys, M.E.P. (1908-1931)
- Alexandre-Paul-Marie Chabanon, M.E.P. (1931-1936)
- François-Arsène-Jean-Marie-Eugène Lemasle, M.E.P. (1937-1946)
- Jean-Baptiste Urrutia, M.E.P. (1948-1960)
- Pierre Martin Ngô Ðình Thục (1960-1968)
- Philippe Nguyễn Kim Ðiễn, P.F.J. (1968-1988)
- Étienne Nguyễn Như Thể (1998-2012)
- François Xavier Lê Văn Hồng (2012-2016)
- Joseph Nguyễn Chí Linh (2016-2025)
- Joseph Đãng Đúc Ngân (2025-)

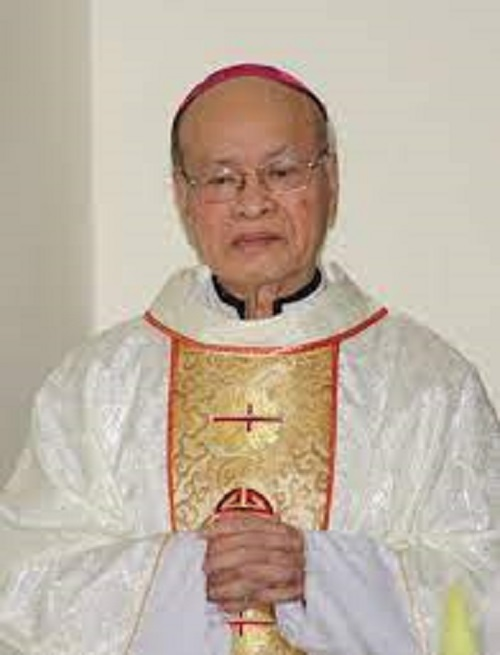
Étienne Nguyễn Như Thể
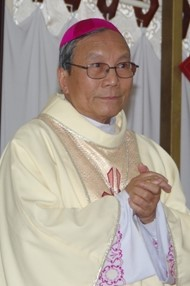
François Xavier Lê Văn Hồng
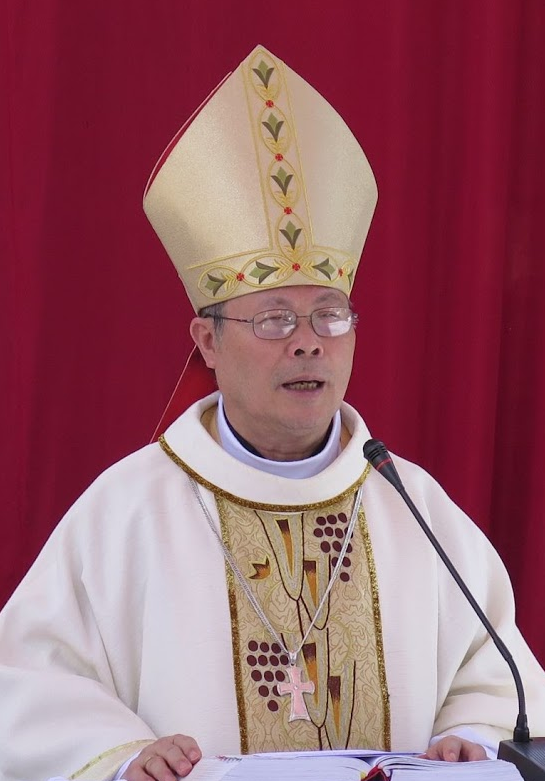
Joseph Nguyễn Chí Linh